# Franz Gyolcs

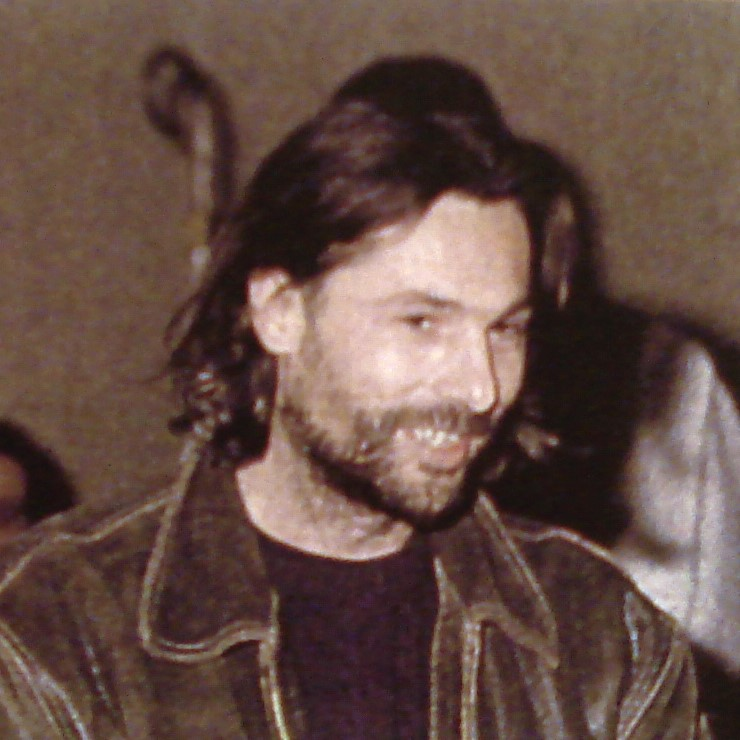
Franz Gyolcs 1997 Kaisersteinbruch Volksaltar

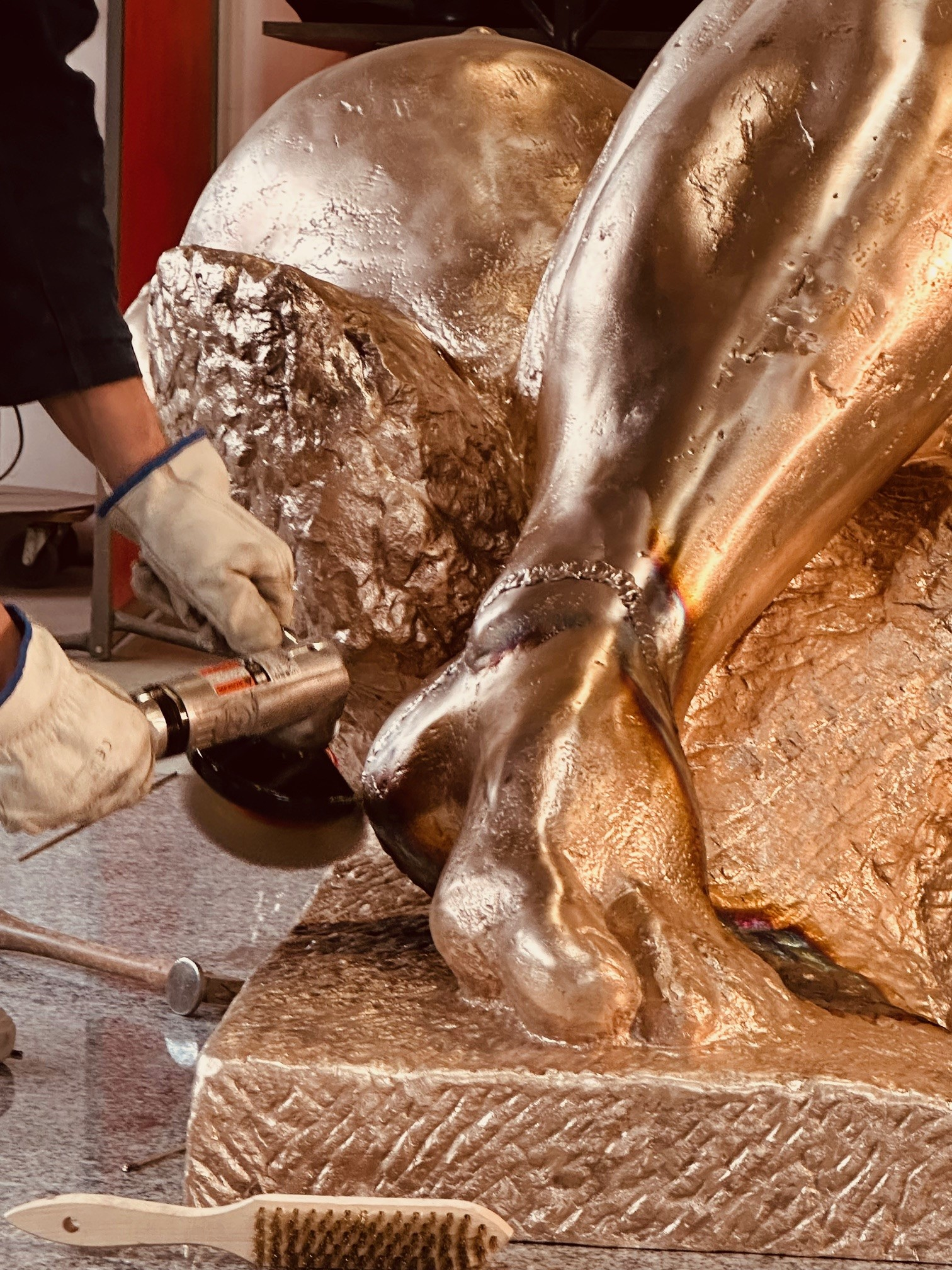
BIG MAMA, 2023

Franz Gyolcs (* 1. Juli 1960 in Andau) ist ein österreichischer Künstler, mit dem Schwerpunkt Bildhauerei.

## Leben
Gyolcs wuchs in Andau im Burgenland auf und lernte schon früh die künstlerischen Techniken der Steinbearbeitung in Eisenstadt kennen, wo er von 1975 bis 1978 die Lehre zum Steinmetz absolvierte. Von 1983 bis 1986 besuchte er die Klasse der Bildhauerei bei Heribert Rath und studierte das Aktzeichnen bei Fritz Martinz an der HTBL Hallein.
Von 1989 bis 1994 studierte er Bildhauerei an der Hochschule für angewandte Kunst bei Alfred Hrdlicka. Durch das internationale Symposium „Die Brücke von Andau“ (Österreich) 1995 wurde er als freischaffender Künstler anerkannt. 1994 wechselte er an die Akademie der bildenden Künste Wien zu Michelangelo Pistoletto und schloss sein Studium 1995 mit Auszeichnung ab.
Das Schaffen von Gyolcs konzentriert sich hauptsächlich auf Malerei und Steinskulpturen, wie Könige und Engel. Diese Holzskulpturen sorgten in der Kunstwelt für Aufsehen. Auch als Restaurator ist Franz Gyolcs gefragt. Er arbeitete an der Sanierung des Kalvarienberges in Neusiedl am See.
Ausstellungen fanden statt in Österreich sowie international etwa in München, Bratislava, Dobrinj, Frankenhausen, sowie permanente Skulptureninstallationen im öffentlichen Raum, in Eisenstadt und Andau.
Franz Gyolcs wird durch die Galeristin Astrid Zinniel vertreten.

## Ausstellungen
- 1990 Beteiligung am „Impulse“, Neusiedl am See
- 1991 Beteiligung bei „Pioneer“, Parndorf
- 1992 1. int. Symposium „Die Brücke von Andau“
- 1992 1. int. Holzbildhauersymposium in Ahlbeck, Vorpommern
- 1992 Ausstellung „Flucht und Vertreibung“, Atelier Gyolcs, Andau
- 1992 Beteiligung „Der menschliche Körper“, Krankenhaus Lainz, Wien
- 1993 2. int. Symposium „Die Brücke von Andau“
- 1993 Ausstellung in Kapuvar, Ungarn
- 1993 „Menschenbilder“, Freyung, Wien
- 1993 Ausstellungsbeteiligungen in Kittsee, Eisenstadt, Forchtenstein
- 1993 Beteiligung „Idole“, Krankenhaus Lainz, Wien
- 1994 „Skulptur“, Wiener Neustadt
- 1994 „Pannonische Depression“, Forchtenstein
- 1994 BAWAG Foundation, Wien
- 1994 3. int. Symposium „Die Brücke von Andau“
- 1994 SME Toleranti, Malersymposium Bratislava
- 1994 „Letters of fear“, Oberwart
- 1994 „Golser Totentanz“, Gols
- 1995 „7 Könige“, Akademie der Bildenden Künste, Wien
- 1995 4. int. Symposium „Die Brücke von Andau“
- 1995 „Progieto arte“, Marstall, München
- 1995 „Kunst im sakralen Raum“, Kunsthalle Krems
- 1996 „Skulptur und Entwürfe“, Kulturzentrum Mattersburg
- 1996 5. int. Symposium „Die Brücke von Andau“
- 1996 Stiegenhausgalerie München
- 1996 Stadtgalerie, Csongrad
- 1996 Galerie Kloska, München
- 1997 Galerie Espace Gard, Nimes
- 1997 „7 Könige im Tabor“, Neusiedl am See
- 1997 „School is over“, Neusiedl am See
- 1997 „200 Jahre Franz Schubert“, Schützen am Gebirge
- 1997 Altar für Pfarrkirche Kaisersteinbruch
- 1997 „Hl. Martin von Tours“ für Landhaus Eisenstadt
- 1998 „Vinitaly“, Verona
- 1999 Europa Skulptur, Wiener Neustadt
- 2000 Galerie Infeld, Dobrin
- 2000 Beginn Aufbau des Steinoval, Kleylehof
- 2000 „Letztes Abendmahl“ Dom Eisenstadt
- 2001 „Des Königs neue Kleider“ Frankenthal
- 2001 „Pannonischer Totentanz“ HDK-Infeld, Halbturn[7]
- 2001 „Venushügel“ ORF-Burgenland
- 2004 „Till Eulenspiegel“ Galerie Schinner, Mattersburg
- 2005 Burgenland Landesgalerie Eisenstadt
- 2006 „Mozart-Requiem“ Oberwart
- 2006 „Maria Magdalena“ Galerie „Eberstaller“, Gols
- 2007 „Kunst der Verführung“ Tulln
- 2008 „Könige und andere nackte Tatsachen“ Feldkirchen
- 2010 „100 Jahre fantastische Kunst“ Frankenhausen
- 2010 Altarraumgestaltung Pfarrkirche Andau
- 2019 „Grenzstein“ Nickelsdorf
- 2021 „Zeichen der Zeit“ Eisenstadt

## Kataloge und Publikationen
- 1997 Hl. Martin von Tours
- 1999 Grimms Märchen
- 2000 Letztes Abendmahl
- 2001 Pannonischer Totentanz
- Atmosphäre der Poesie
- Das andere Licht
- Schnittpunkt Burgenland
- Orte für lebendige Liturgie
- Seid ein Gespräch – Wir sind
- Gelsenkönig
- Burgenland Mon amour